# Церковь Святого Алексея (Селец)
Церковь Святого Алексея (бел. Касцёл Святога Аляксея) — католический храм в агрогородке Селец Брестской области. Относится к Пружанскому деканату Пинского диоцеза. Памятник архитектуры в неоготическом стиле, построен в 1912 году. Включён в список историко-культурных ценностей и в свод памятников культуры Белоруссии.

## История
Поселение Селец известно с 1397 года, а в 1471 году здесь был построен первый костёл.
После подавления восстания 1863 года католический храм был разрушен, а на его месте была выстроена православная Успенская церковь (освящена в 1870 году), у католиков осталась только небольшая часовня святого Лаврентия на католическом кладбище. В начале XX века католики получили разрешение на строительство храма. Возведение кирпичного костёла во имя святого Алексея было завершено в 1912 году. Вероятно, имя для храма было выбрано в честь святого покровителя царевича Алексея.

## Архитектура
Храм Святого Алексея — памятник архитектуры неоготики.
Храм трёхнефный, базиликального типа. Прямоугольный в плане главный объём накрыт двускатной крышей. К основному объёму со стороны главного фасада примыкает трёхъярусная колокольня (два нижних яруса — четверики, верхний — восьмерик). Колокольня имеет гранёное шатровое завершение. По обеим сторонам колокольни находятся боковые приделы с покатыми крышами, которые объединяют колокольню с основным объёмом. Боковые фасады расчленены характерными готическими парными стрельчатыми окнами и контрфорсами. Апсида храма имеет пятигранную форму, по её сторонам расположены низкие ризницы с отдельными входами. Интерьер поделён на нефы четырьмя мощными столбами, нефы перекрыты крестовыми сводами с подпружными арками. Над нартексом расположены хоры.